# Vint-i-quatre Preludis (Xostakóvitx)
Els Vint-i-quatre Preludis, op. 34, formen un cicle de preludis per a piano compostos per Dmitri Xostakóvitx entre el 30 de desembre de 1932 i el 2 de març de 1933. De forma completa es van estrenar a la Sala Gran del Conservatori de Moscou el 24 de maig de 1933. La durada total aproximada és de 31 minuts.

## Composició
Xostakóvitx va començar a compondre els preludis el desembre de 1932, poc després d'acabar l'òpera Lady Macbeth del districte de Mtsensk. Va finalitzar el cicle el març de 1933, i el va estrenar a Moscou mateix el maig del mateix any. Va compondre els preludis en gran part per tornar a l'actuació pública. Havia deixat d'actuar l'any 1930, després de no participar al Primer Concurs Internacional de Piano Chopin de 1927. Els Preludis van ser publicats per primera vegada per Muzgiz l'any 1935, dos anys després de la seva estrena.

## Arranjaments
A la dècada de 1930, el violinista Dmitri Tsiganov, va transcriure 19 dels preludis per a violí i piano. Xostakóvitx va declarar: «Quan escolto les transcripcions, m'oblido, mentrestant, que en realitat vaig compondre els Preludis per a piano. Sonen molt violinístics». El 1935, Leopold Stokowski va arranjar el núm. 14 per a orquestra. L'any 2000, la compositora i pianista Léra Averbakh va fer un arranjament dels cinc preludis restants. El pianista Gintaras Januševičius i l'actor Steven Markusfeld van adaptar els Preludis als textos del poeta Daniïl Kharms per al seu programa narratiu de 2022 Damn Black Ice & Giant Cucumbers.